# Nový židovský hřbitov v Ostravě
Nový židovský hřbitov v Ostravě je součástí Ústředního hřbitova na ulici Na Najmanské ve Slezské Ostravě, zhruba 1,5 km jihovýchodně od centra města. Nachází se v jeho severozápadním rohu. Jeho rozloha činí 3 370 m² a nalézá se zde zhruba 170 náhrobků.

## Historie
Nový židovský hřbitov byl zřízen v rámci budování ostravského Ústředního hřbitova, který měl sloužit částečně jako náhrada za zrušený hřbitov na místě dnešního Sadu Dr. Milady Horákové. Na Novém židovském hřbitově se začalo pohřbívat v červnu 1965. Následně zde bylo přeneseno přibližně 50 náhrobků, zejména ze starého hřbitova.
V letech 1986 - 1988 byla na prostranství severně od pohřebiště postavena v akci Z obřadní síň dle návrhu O. Ligockého. Zajímavostí této stavby, krom příkladné expresivní linie pozdního internacionálního stylu, je také to, že tato stavba byla jedinou novostavbou v období od druhé světové války do 90. let 20. století, která byla určená židovskému ritu v českých zemích. Nad vstupem je umístěn hebrejský nápis „Dům určený všemu živému".
V interiéru obřadní síně existuje od 8. 3. 1992 pamětní deska, která připomíná 8 000 ostravských židů, kteří zahynuli během druhé světové války. Jejich památka je zde každoročně připomínána.
Mezi významné občany, kteří byli pohřbeni na Novém židovském hřbitově patří například Isidor Zehngut (1892 - 1975), předseda poválečné Židovské obce v Ostravě nebo Izák Fleischer (1905 - 1982), vrchní kantor a tajemník Židovské obce v Ostravě.
V současné době je hřbitov s obřadní síní v majetku Židovské obce Ostrava.

## Fotografie

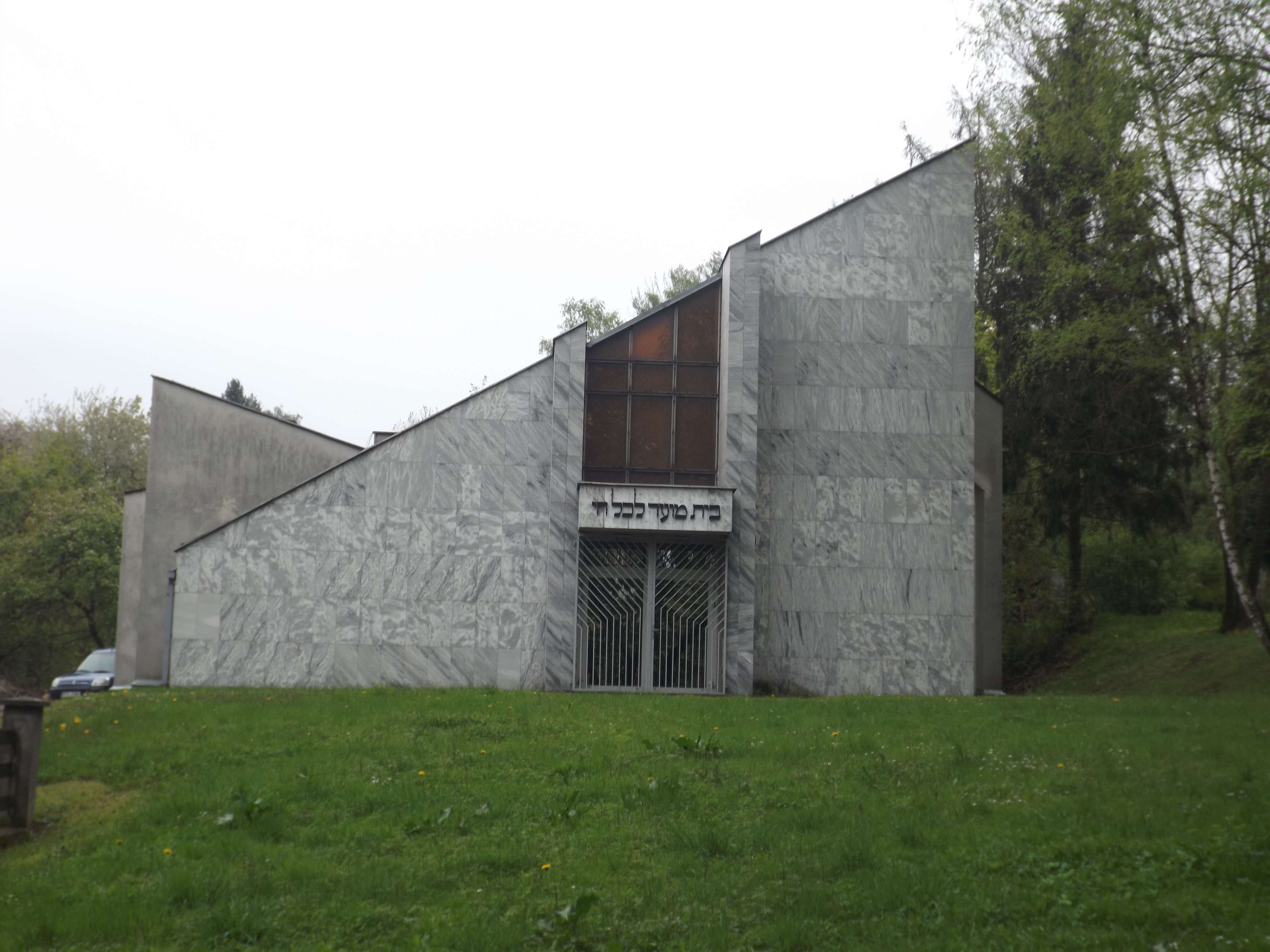
Obřadní síň Nového židovského hřbitova v Ostravě; text na průčelí domu je psáno: "בית מוער לכל חי" tj. "Dům určený všemu živému".
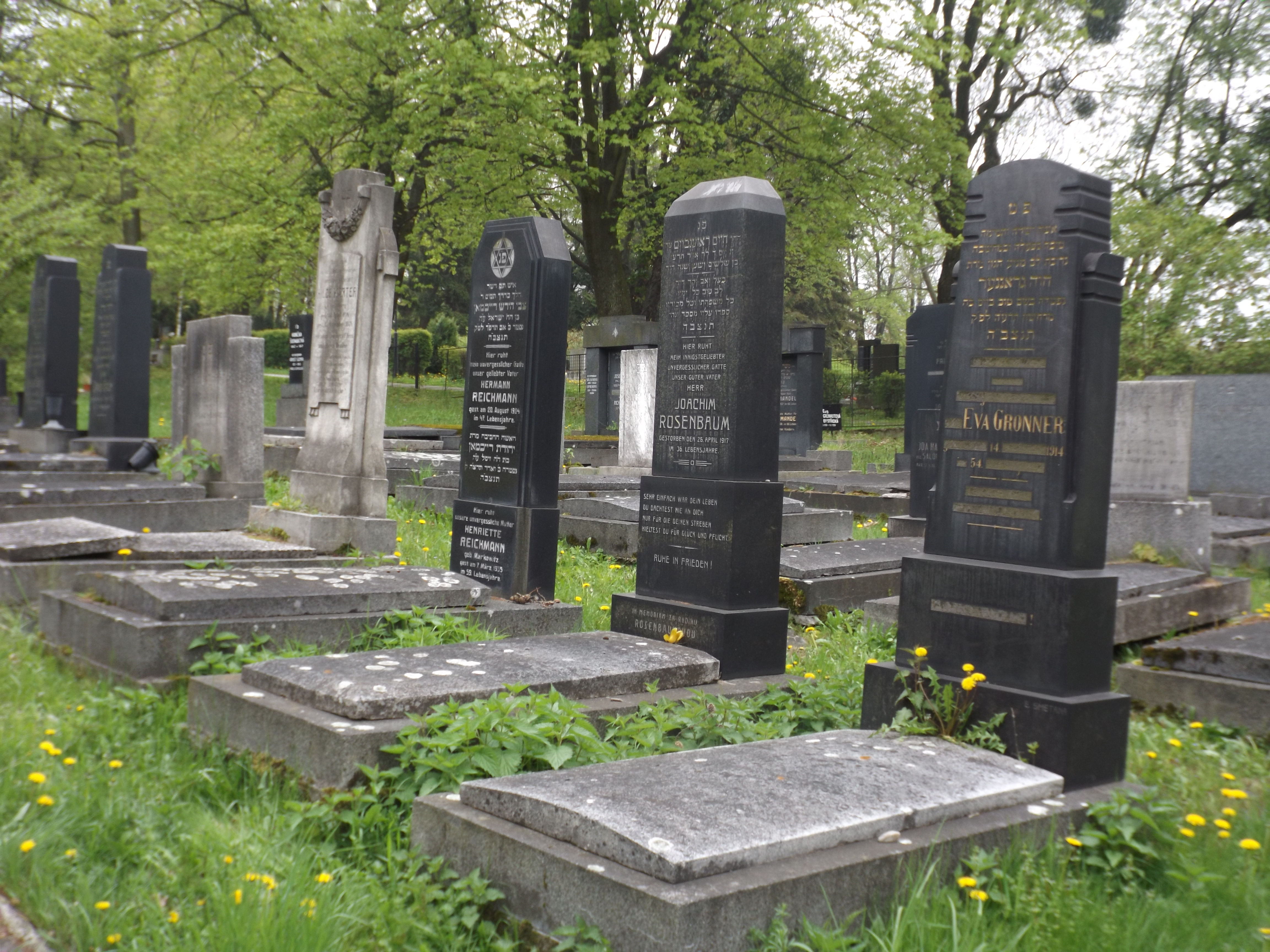
Přivezené náhrobky ze Starého židovského Hřbitova